# ʿAnāq bint Ādam
ʿAnāq bint Ādam (arabo: أناق بنت آدم) è, secondo alcune tradizioni della mitologia islamica, una malvagia figlia di Adamo ed Eva.

## Nome
L'origine del nome di ʿAnāq non è chiara. Potrebbe far riferimento alla figura di Anak, una figura biblica che, secondo Numeri cap. 13, era il capostipite di una razza di giganti, gli Anakiti, che popolavano la terra di Canaan e che furono sconfitti e sterminati nel corso della guerra contro gli Israeliti. ʿAnāq è in effetti detta, in alcune fonti, essere madre del gigante ʿUj. Il nome può però essere letto anche col significato di "sciagura", "calamità" oppure "caracal".

## Tradizione
ʿAnāq nella tradizione della mitologia islamica occupa un ruolo simile a quello di Lilith, figura demoniaca femminile prettamente negativa. È figlia di Adamo ed Eva, secondo alcune versioni la primogenita, secondo altre gemella di Caino, il quale, dopo aver assassinato il fratello Abele, fuggì con lei nello Yemen e generò con lei dei figli. Per la sua malvagità e l'incesto con Caino, ella fu il primo essere umano castigato con la morte dallo sdegno di Allah, che la fece sbranare da belve. Aveva un aspetto mostruoso, possedendo due teste e venti dita con lunghi artigli.